# Groene dwerghoningjager
De groene dwerghoningjager (Oedistoma iliolophus; synoniem: Toxorhamphus iliolophus) is een zangvogel uit de familie Melanocharitidae.

## Verspreiding en leefgebied
Deze soort is endemisch in Nieuw-Guinea en telt drie ondersoorten:
- O. i. cinerascens: Waigeo (nabij westelijk Nieuw-Guinea).
- O. i. iliolophus: Nieuw-Guinea en Japen (in de Geelvinkbaai).
- O. i. fergussonis: D'Entrecasteaux-eilanden.

## Status
De grootte van de populatie is niet gekwantificeerd maar de soort wordt omschreven als een van de meest algemene vogelsoorten in de laaglanden en regenwouden. Op de Rode lijst van de IUCN heeft deze soort de status niet bedreigd.